# Телеграма на Рузвелт до Хитлер
Телеграмата на Рузвелт до Хитлер е публично запитване под формата на тъй нареченото отворено писмо за намеренията на Третия райх в Евразия, след като става ясно, че Мюнхенското споразумение е невалидно.
Публикувано е във вестниците и обявено по радиата в средата на април 1939 г. В отговор Хитлер събира Райхстага и в публична реч дава своя отговор, като същевременно е денонсирано англо-германското морско съглашение.
В действителност, дипломатическата инициатива на Рузвелт и САЩ е пълно фиаско и на практика само ускорява избухването на Втората световна война. Американската дипломация прави фаталната грешка да не се обърне пряко към 25 европейски държави като суверенни (сред които и България), за отговор на въпроса дали се чувстват застрашени от Германия, а задава риторично въпроса на фюрера. Германската дипломация успешно поема щафетата, и всички от тези страни, включително и България отговарят с „не“. 